# تپه ده‌سواران ۱
تپه ده سواران ۱ مربوط به دوران پارینه‌سنگی جدید است و در شهرستان کرمانشاه، بخش مرکزی، دهستان دورود فرامان، ۱/۷ کیلومتری شمال غرب روستای ده سواران واقع شده و این اثر در تاریخ ۱۸ اسفند ۱۳۸۷ با شمارهٔ ثبت ۲۴۸۶۲ به‌عنوان یکی از آثار ملی ایران به ثبت رسیده است.